# Stilbella bulbicola
Stilbella bulbicola är en svampart som beskrevs av Henn. 1905. Stilbella bulbicola ingår i släktet Stilbella, ordningen köttkärnsvampar, klassen Sordariomycetes, divisionen sporsäcksvampar och riket svampar.   Inga underarter finns listade i Catalogue of Life.